# Igor Demeschko

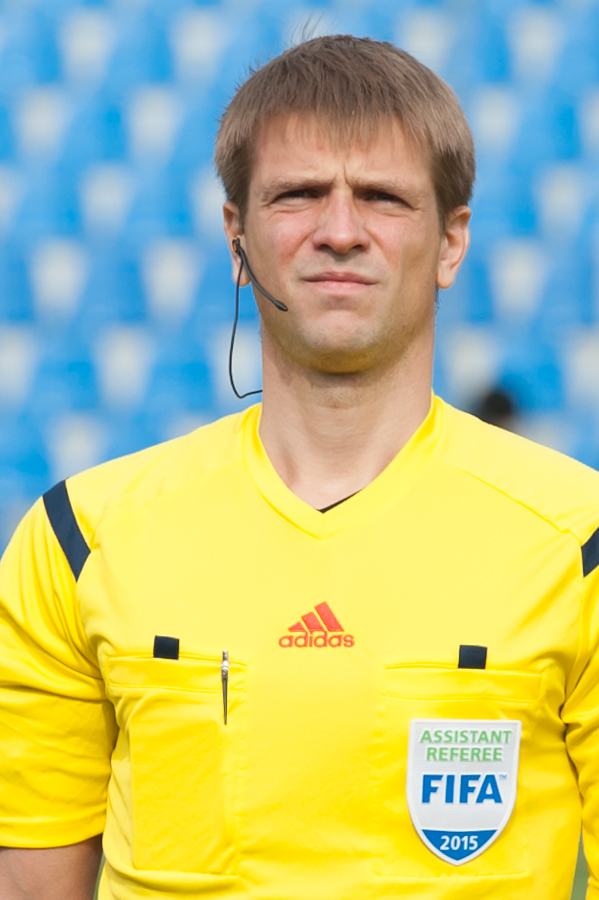
Igor Demeschko (2015)

Igor Demeschko (* 11. August 1978) ist ein russischer Fußballschiedsrichterassistent.
Demeschko leitet seit der Saison 2011/12 Spiele in der russischen Premjer-Liga. Seit 2015 steht er als Schiedsrichterassistent auf der Liste der FIFA-Schiedsrichter und leitet internationale Fußballpartien. Seit der Saison 2015/16 leitet er Spiele in der Europa League, seit der Saison 2018/19 Spiele in der Champions League. 
Demeschko war unter anderem bei der U-19-Europameisterschaft 2016 in Deutschland, bei der U-21-Europameisterschaft 2017 in Polen und bei der Europameisterschaft 2021 im Einsatz. Bei der EM 2021 leitete er als Schiedsrichterassistent von Sergei Karassjow zusammen mit Maxim Gawrilin zwei Gruppenspiele und ein Achtelfinale.